# Furuhata Tanemoto

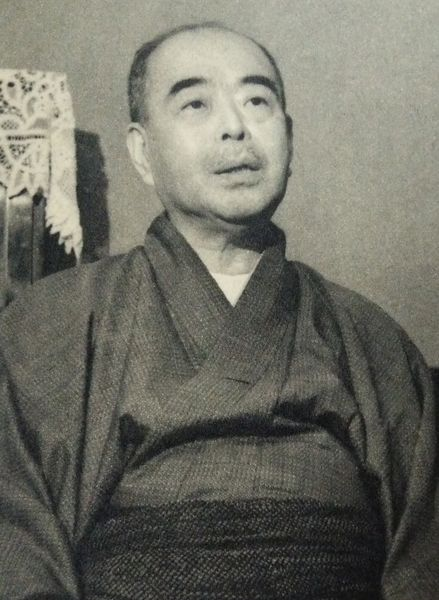
Furuhata, 1956

Furuhata Tanemoto (japanisch 古畑 種基; geboren 15. Juni 1891 in der Präfektur Mie; gestorben 6. Mai 1975 in Tōkyō) war ein japanischer Rechtsmediziner.

## Leben und Wirken
Furuhata Tanemoto machte 1916 seinen Abschluss an der Medizinischen Fakultät der Universität Tōkyō. Er wirkte als Professor nacheinander an der „Medizinischen Hochschule Kanazawa“ (金沢医科大学, Kanazawa ika daigaku), an seiner Alma Mater und schließlich an der „Medizinischen und zahnärztliche Hochschule Tōkyō“ (東京医科歯科大学, Tōkyō ika shika daigaku).
Furuhata führte viele Postmortem-Untersuchungen durch, bei denen es um Aufklärung möglicher Verbrechen ging. Bekannte Beispiele sind der Teigin-Zwischenfall und der Fall Shimoyama, betreffend den ungeklärten Tod des Präsidenten der Nationalen Eisenbahngesellschaft, Shimoyama Sadanori (1901–1949).
1934 entdeckte Furuhata die Blutgruppe vom Typ Q und untersuchte die Vererbung von Blutgruppen. In seinen letzten Jahren war er Direktor des „Nationalen Forschungsinstitutes der Polizei-Verwaltung“ (科学警察研究所, Kagaku keisatsu kenkyū-jo). 1940 wurde er Mitglied der Leopoldina, 1943 erhielt er den Förderpreis (恩賜賞, Onshi-shō) der Akademie der Wissenschaften.
1955 wurde Furuhata als Person mit besonderen kulturellen Verdiensten geehrt und im gleichen Jahr mit dem Kulturorden ausgezeichnet.